# ساو ميغيل دو أراجوايا
ساو ميغيل دو أراجوايا (بالبرتغالية: São Miguel do Araguaia‏) هي بلدية تقع في البرازيل في غوياس. يقدر عدد سكانها بـ 23,128 نسمة ومساحتها 6,144.380 كم2 وترتفع عن سطح البحر 378.08 متر.

## أعلام
- فيليبي ماسيدو